# Барейро, Мариано
Лукас Мариано Барейро (исп. Lucas Mariano Bareiro; 8 мая 1995, Буэнос-Айрес) — аргентинский футболист, полузащитник израильского клуба «Хапоэль» Беэр-Шева.

## Биография

### Клубная карьера
Дебютировал на профессиональном уровне в 2016 году в составе клуба «Расинг» Авельянеда, сыграв 3 матча в чемпионате Аргентины. С 2016 по 2019 год выступал в аренде за команду «Дефенса и Хустисия», в 2020 в клубе «Уракан». В сезоне 2020/21 на правах аренды перешёл в израильский «Хапоэль» Беэр-Шева. Будучи игроком клуба, в январе 2021 года получил гражданство Израиля, на основании того, что его бабушка по материнской линии имела еврейские корни.
После окончания аренды, заключил полноценный контракт с «Хапоэлем». Вместе с ним выиграл Кубок и Суперкубок Израиля.

### Карьера в сборной
В составе сборной Аргентины до 20 лет был участником молодёжного чемпионата Южной Америки 2015, где сыграл в двух матчах первого этапа. По итогам финального этапа, Аргентина стала победителем турнира.

## Достижения
«Хапоэль» Беэр-Шева
- Обладатель Кубка Израиля: 2021/22
- Обладатель Суперкубка Израиля: 2022

 Аргентина U-20
- Победитель молодёжного чемпионата Южной Америки: 2015